# Гончаров, Василий Леонидович
Василий Леонидович Гончаров (12 ноября 1896 — 30 октября 1955) — советский и российский учёный, педагог, математик, доктор физико-математических наук, член-корреспондент Академии педагогических наук РСФСР. Профессор Московского государственного университета (с 1937). 

## Биография
Родился Василий Гончаров в Киеве в 1896 году. В 1919 году завершил обучение на физико-математическом факультете Харьковского университета и остался работать при университете, вёл научную работу под руководством С. Н. Бернштейна. С 1921 года работал преподавателем в различных харьковских вузах, являлся секретарём Харьковского математического общества, активно принимал участие в организации I Всесоюзного математического съезда. С 1926 по 1927 годы находился в научной командировке в Париже где под руководством Ж. Адамара и А. Лебега проводил научные изыскания и исследования.
В 1932 году переехал работать в Москву, был назначен заведующим кафедрой математического анализа в Московском авиационном институте, здесь проработал до 1938 года. Также преподавал в Военно-воздушной академии имени Н. Е. Жуковского и Московском областном педагогическом институте. С 1937 года является профессором Московского государственного университета. С 1944 по 1955 годы В. Л. Гончаров работал заведующим сектором методики математики Института методов обучения Академии педагогических наук. Успешно защитил диссертацию на соискание степени доктора физико-математических наук. В 1944 году избран членом-корреспондентом АПН РСФСР.
Гончаров глубоко исследовал область дифференциальной геометрии, теорию интерполирования, теории функций. Выступал против «вербализма» в обучении математике, активно пропагандировал развитие функционального мышления учащихся. Автор и создатель оригинальной системы упражнений.
Проживал в Москве. Умер 30 октября 1955 года.

## Награды
- Орден Ленина,
- Медаль "За доблестный труд в Великой Отечественной войне 1941-1945 гг.".